# Val de San García
Val de San García es una localidad española del municipio de Cifuentes, perteneciente a la provincia de Guadalajara, en la comunidad autónoma de Castilla-La Mancha. Está situada en la comarca de La Alcarria.

## Historia
Dependía del ayuntamiento de Cifuentes hasta que en 1842 se independizó como municipio. Hacia mediados del siglo XIX, el lugar tenía contabilizada una población de 190 habitantes. La localidad aparece descrita en el decimoquinto volumen del Diccionario geográfico-estadístico-histórico de España y sus posesiones de Ultramar de Pascual Madoz de la siguiente manera:

VAL DE SAN GARCÍA: v. con ayunt. en la prov. de Guadalajara (8 leg.), part. jud. de Cifuentes (3/4), aud. terr. de Madrid (18), c. g. de Castilla la Nueva, dióc. de Sigüenza (6). sit. entre dos colinas con clima templado y sano: tiene 50 casas; la consistorial; escuela de instruccion primaria á cargo de un maestro dotado con 25 fan. de trigo; una fuente de buenas, aunque escasas aguas; una igl. parr. (San Pedro Advincula) servida por un cura y un sacristan: confina el térm. con los de Torrecuadrada, Canredondo, Cifuentes y Moranchel; dentro de él se encuentra el cas. de Arillares: el terreno es quebrado y de inferior calidad con un buen monte robledal. caminos: los que dirigen á los pueblos limítrofes. correo: se recibe y despacha en Cifuentes. prod.: cereales, vino, legumbres, nueces, leñas de combustible y carboneo, y buenos pastos con los que se mantiene ganado lanar, cabrio, mular y asnal; hay caza mayor y menor. pobl.: 46 vec., 190 alm. cap. prod., imp. y contr.: están comprendidos entre los de Cifuentes á cuya v. estaba agregado como barrio. Val de San García, hasta que después del año de 1842 formó ayunt. por sí (V. la nota del cuadro sinóptico de Cifuentes).
(Madoz, 1849, p. 259)

En 1969 el municipio de Val de San García desapareció, al fusionarse de nuevo con Cifuentes, junto con los de Ruguilla, Sotoca de Tajo y Gárgoles de Arriba.

## Demografía
| Gráfica de evolución demográfica de Val de San García entre 1857 y 1960 |
| |
| Población de derecho según los censos de población del INE Población de hecho según los censos de población del INEEntre el censo de 1970 y el anterior, este municipio desaparece porque se integra en el municipio Cifuentes Entre el censo de 1857 y el anterior, aparece este municipio porque se segrega del municipio Cifuentes |

## Fiestas
Val de San García celebra dos festividades durante el año. La primera en el mes de junio en honor a San Antonio de Padua y la segunda en octubre en honor a la Virgen del Rosario.[cita requerida]